# Барінгтон Мур
Барінгтон Мур молодший (англ. Barrington Moore Jr.; 12 травня 1913 — 16 жовтня 2005) — американський соціолог і політолог, представник історичної соціології.

## Життєпис
Син Барінгтона Мура старшого, лісничого та вченого в галузі лісівництва й екології.
Доктор соціології  Єльського університету (1941).
Під час Другої світової війни працював в Управлінні стратегічних служб, де познайомився зі своєю майбутньою дружиною Елізабет (пом. 1992 р.).
З 1945 року викладав соціологію в Чиказькому університеті. У 1948—1979 в Гарвардському університеті. З 1951 року співробітник Центру російських досліджень Гарвардського університету, його перші публікації були присвячені радянському політичному режиму.

## «Соціальні джерела диктатури і демократії»
Публікація головної праці Мура «Соціальні джерела диктатури і демократії» здійснила світоглядний переворот у західній соціології, в якій у 1960-тих роках панували ранні теорії модернізації, що представляли історію як лінійний процес. Основна ідея Мура полягала в тому, що перехід від традиційного аграрного суспільства до сучасного урбаністичного відбувався в історії трьома шляхами:
1. буржуазні революції, внаслідок яких виникає ліберальна демократія (Велика Британія, Франція, США);
2. «революції зверху», що здійснюються авторитарною державою і в підсумку призводять до встановлення фашистських диктатур (Німеччина, Японія);
3. селянські революції, що призводять до виникнення комуністичних режимів (Росія, Китай).

Загальний висновок Мура: запорука успіху ліберально-демократичної модернізації — наявність сильної буржуазії, здатної підкорити собі державну владу (як в Англії і США), або скинути її і створити державу на буржуазно-демократичних принципах (як у Франції), «без буржуазії не буває демократії» (англ. «no bourgeois, no democracy»). Збереження привілейованого становища землевласницької аристократії за наявності економічно активної, але політично слабкої буржуазії, було передумовою виникнення фашистського режиму.
Коли буржуазія ще слабка, а держава і землевласницька аристократія вироджуються, і водночас зберігається численне невдоволене своїм становищем селянство, відбувається комуністична модернізація. Внаслідок селянського бунту руйнується аристократична держава, змітається аристократія і буржуазія, але нездатне висунути позитивну програму перетворень селянство перетворюється в об'єкт модернізації з боку міської інтелігентсько-робітничої партії.

## Праці
- Soviet Politics — The Dilemma of Power: The Role of Ideas in Social Change, Harvard University Press, Cambridge, 1950.
- Terror and Progress, USSR: Some Sources of Change and Stability in the Soviet Dictatorship, Harvard University Press, Cambridge, 1954.
- Social Origins of Dictatorship and Democracy: Lord and Peasant in the Making of the Modern World, Beacon Press, Boston, 1966. ISBN 0-8070-5073-3.
  - Социальные истоки диктатуры и демократии. Роль помещика и крестьянина в создании современного мира. — Высшая школа экономики, 2016. — 488 с. — ISBN 978-5-7598-1004-9, 978-080705073-6
- Reflection of the Causes of Human Misery and on Certain Proposals to Eliminate Them, Beacon Press, Boston, 1972.
- Injustice: The Social Bases of Obedience and Revolt, M.E. Sharpe, White Plains, NY, 1978. ISBN 0-333-24783-3.
  - Придушення історичних альтернатив: Німеччина 1918–1920 // Спільне. — 2017. — Вип. 11. — С. 81–90. (переклад одинадцятого розділу книжки)
- Privacy: Studies in Social and Cultural History, M.E. Sharpe, Armonk, NY, 1983.
- Authority and Inequality under Capitalism and Socialism (Tanner Lectures on Human Values), Clarendon Press, Oxford, 1987.
- Moral Aspects of Economic Growth, and Other Essays (The Wilder House Series in Politics, History, and Culture), Cornell University Press, Ithaca, NY, 1993. ISBN 0-8014-3376-2
- Moral Purity and Persecution in History, Princeton University Press, Princeton, NJ, 2000. ISBN 0-691-04920-3.